# Hradní kopec Litice
Hradní kopec Litice je přírodní památka ve správě AOPK Pardubice, která se rozkládá na podstatné části vrchu Litice (451 m n. m.) v meandru Divoké Orlice v katastrálním území Litice nad Orlicí u Záchlumí v okrese Ústí nad Orlicí. Na jeho vrcholu se nalézá stejnojmenný hrad založený na konci 13. století rodem Půticů a obývaný až do konce 17. století. 
Předmětem ochrany je zachování přirozené skladby smíšeného lesního porostu, jeho struktury a vývoje včetně ponechání suchých a padlých stromů. Na lokalitě se krom smíšených bučin vyskytuje i poměrně neobvyklý suťový les s dominancí javoru. Na lokalitě jsou často pozorovány poštolky obecné (Falco tinnunculus) hnízdící v místní věži, dále kavky (Corvus monedula), velké množství plazů a jiných organismů.  Vzhledem k určité izolovanosti území je tato lokalita s výjimkou letních měsíců nenavštěvovaná, a proto je vhodná k odpočinku od ruchu měst.

## Lokalita
Hradní kopec se nalézá u vsi Litice nad Orlicí, přibližně padesát kilometrů východně od města Hradec Králové a dvacet kilometrů severně od Ústí nad Orlicí. Rozkládá se v nadmořských výškách od 360 do 444 metrů a měří 6,39 hektaru. Od východu, přes sever na západ je těleso kopce obklopeno meandrem řeky Divoké Orlice, která zde výrazně určila ráz celé krajiny (tvorba východních strmých suťových svahů a údolí oddělující hradní kopec a kamenolom). Severní část kopce až je poseta roztroušenou venkovskou zástavbou s kapličkou a penzionem, protější kopec zabírá místní kamenolom a na jihu se nachází chatová osada. Na samotné těleso kopce vede nezpevněná cesta začínající u penzionu. 

## Historie

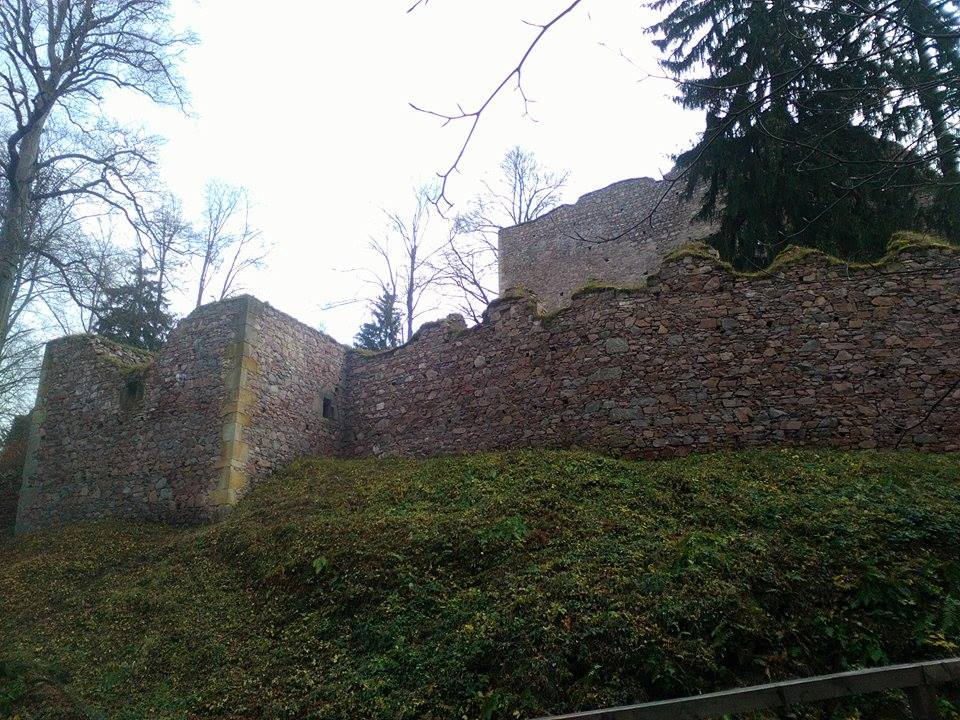
Zarostlé hradní zdi

Historie hradního kopce je úzce spjatá se stejnojmenným hradem stojícím na jeho vrcholu. Ten byl zbudován na konci 13. století rodem Drslaviců a pojmenován podle jejich dřívějšího sídelního hradu Litice na Plzeňsku. V té době proběhlo první odlesnění celého kopce, které vydrželo přibližně do konce 17. století, kdy byl hrad nadobro opuštěn. Zarůstání kopce proběhlo spontánně, tedy bez lidských zásahů, a tak zde vznikl poměrně přirozený smíšený suťový les. NPR bylo vyhlášeno 31. prosince 1933 Ministerstvem školství a národní osvěty, přehlášeno bylo roku 1953 výnosem ministerstva kultury a nakonec dodatečně registrováno roku 1988 stejným úřadem.

## Přírodní poměry

### Geomorfologie a geologie

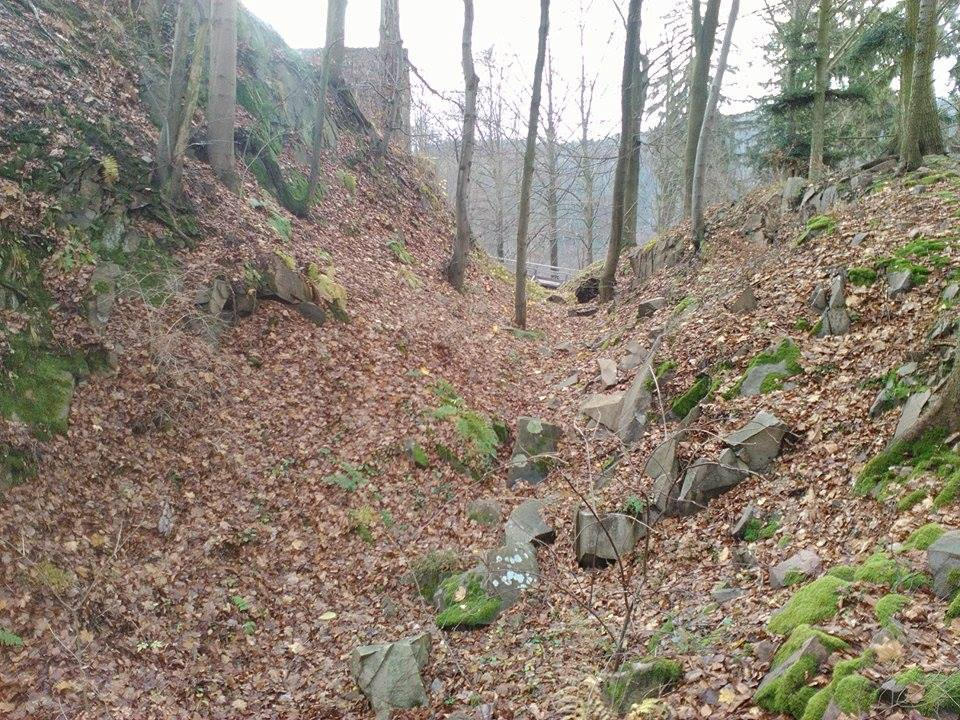
Hradní příkop

Hradní kopec spadá do celku Podorlická pahorkatina, podcelku Žamberecká pahorkatina, okrsku Litický hřbet a podokrsku Chlumský hřbet. Samotný vrch je jádrem zakleslého meandru údolí Divoké Orlice vzniknuvší tektonickými poruchami v litickém masivu a zvedá se do výše přes 80 metrů nad úroveň řeky. Na východní a jihovýchodní straně kopce jsou suťové stráně s rankerovou kambizemí. Stáří hornin je odhadováno na 360 milionů let a celý útvar je součástí takzvané litické antiklinály, kdy se jedná o vyvřelé horniny, přičemž v okolí převládají horniny sedimentární. Hlavní horninou je tzv. litická žula, přesněji granodiorit skládající se z křemene (30 %), albitu (35 %), ortoklasu (25 %) a biotitu (10 %). Hornina je jemně zrnitá a s načervenalým/šedým zabarvením.

### Flora
Na východních a jihovýchodních strmých svazích dominuje suťový les s velkým zastoupením javoru mléče a klenu (kategorie L4-3U Aceri Tilietum). Tyto porosty jsou nestabilní a proto dochází k častým polomům. V méně strmých svazích potom nalézáme smíšené bučiny s vyšším podílem smrku a charakteristickým podrostem. Roste zde poměrně velké množství kapraďorostů, například kapraď osténkatá (Dryopteris carthusiana) a kapraď rozložená (D. Diliata), bukovník kapraďovitý (Gymnocarpium dryopteris), bukovinec osladičovitý (Phegopteris connectilis), vranec jedlový (Huperzia selago) či kapradina laločnatá (Polystichum acuelatum). Toto území obohacuje i jeden z antropogenně vytvořených biotopů – hradní zdi i hrad samotný. Na hradních zdech se vyskytují vápnomilné kapradiny, byl zde nalezen kříženec sleziníku zedního (Asplenium ruta-muraria) se sleziníkem červeným (A. trichomanes).
Z bylin můžeme nalézt například vraní oko čtyřlisté (Paris quadrifolia), strdivku nicí (Melica nutans), prvosenku jarní (Primula veris), kyčelnici cibulkonosnou (Dentaria bulbifera), žindavu evropskou (Sanicula europea) či lilii zlatohlavou (Lilium martagon). Na odumírajících jedlích se vyskytuje značné množství jmelí bílého jedlového (Viscum album subsp. abietis). 
Kromě běžných druhů hub, mezi které můžeme zařadit hřib kaštanový (Gyroporus castaneus), hřib kovář (Boletus erythropus) nebo hřib dubový (B. aestivalis), se zde vyskytují i chráněné druhy jako například hvězdovka klenbová (Gaestrum fornitacum) či ryzec vodní (Lactarius uvidus).

### Fauna

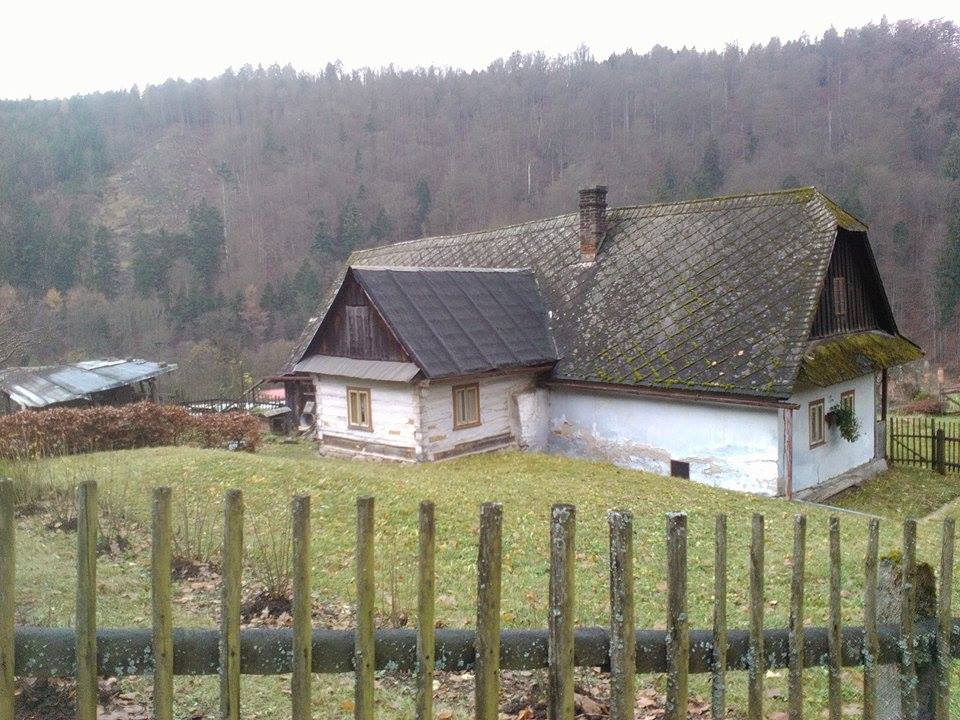
Usedlost na území PP hradní kopec Litice

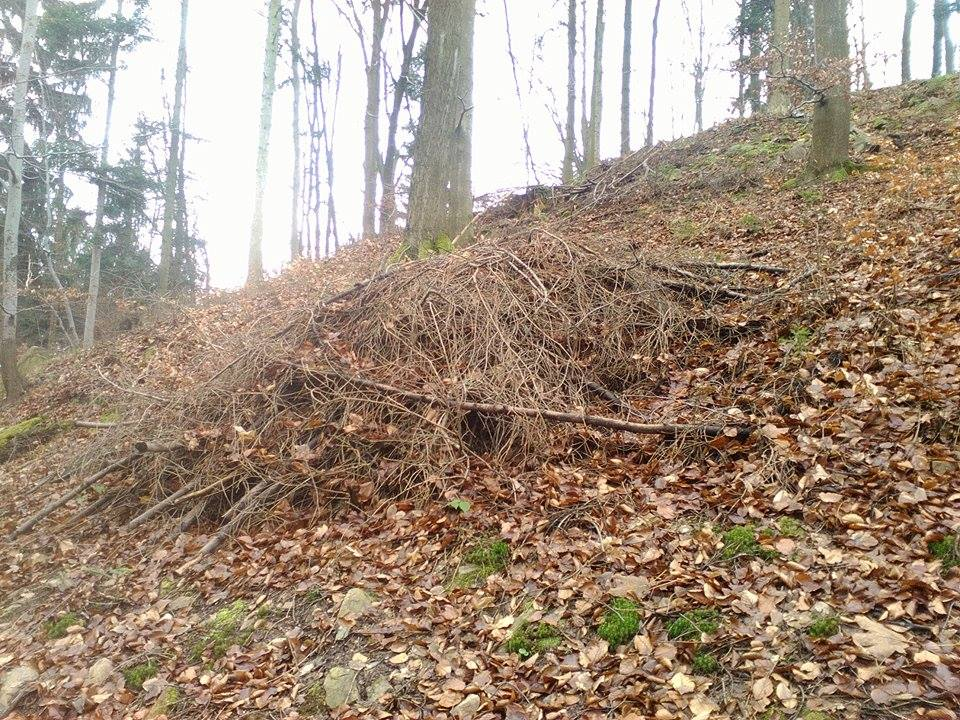
Kupa dřeva

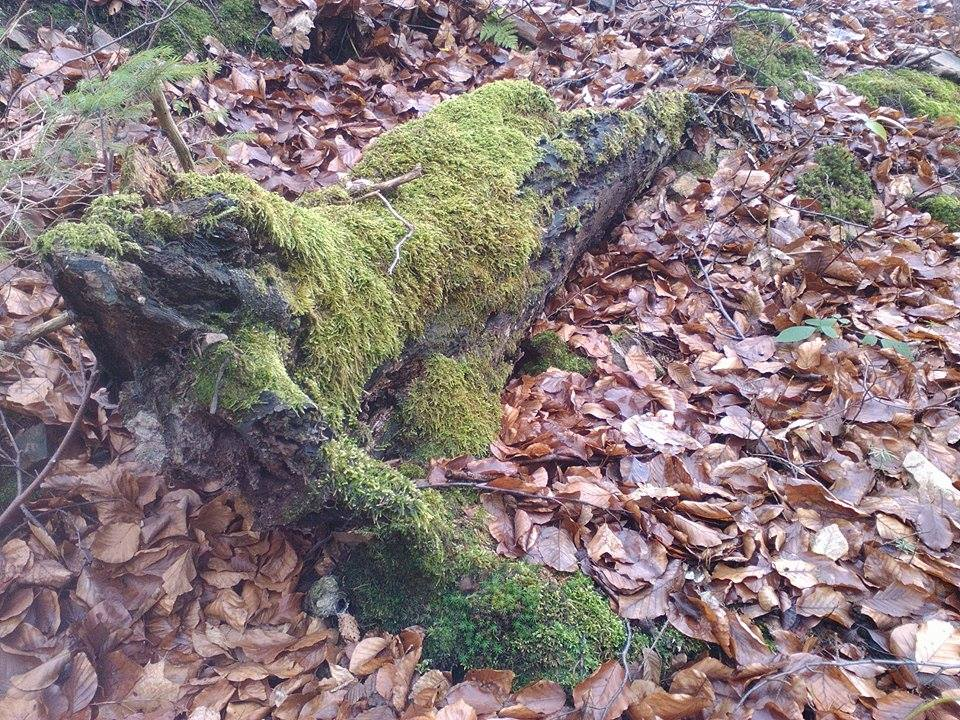
Padlý strom

Na lokalitě hnízdí běžné druhy ptáků jako jsou například budníčci menší (Phylloscopus collybita), brhlíci lesní (Sitta europea), případně holub hřívnáč (Columba palumbum) či strakapoud velký (Dendrocopos major). V hradním areálu však hnízdí poštolky obecné (Falco tinnunculus) a kavky obecné (Corvus monedula).
Díky hradním zdem, jež zastupují obnažená skalní stanoviště, je v této lokalitě pozorováno poměrně velké množství měkkýšů vázaných právě na tento biotop. Typickým příkladem je skalnice lepá (Helicigona faustina), dále se zde vyskytuje zdobenka tečkovaná (Itala ornata), jehlovka hladká (Platyla polita), vřetenovka zaměněná (Cochlodina commutata), zemoun skalní (Aegopis verticillus) či skalnice kýlnatá (Helicigona lapicida).
Z dalších pozorovaných organismů stojí za zmínku mlok skvrnitý (Salamandra salamandra), zmije obecná (Vipera berus), ještěrka živorodá (Zootoca vivipara) či čolek horský (Triturus alpestris).

## Ochrana území a ohrožení
Suťové svahy jsou bezzásahové, větší problém je však s mírnějšími svahy, kde obyvatelé místní chatové osady znečišťují les, kradou dřevo ponechané k samovolnému rozkladu a z jejich zahrad se šíří nepůvodní druhy dřevin, především tis červený (Taxus baccata). Probíhá proto probírka nepůvodních dřevin, ale i dříve vysazených smrkových porostů, a také náletových dřevin z bezprosředního okolí hradu, aby nedocházelo k narušení statiky zdí. V oblasti se dále nahrazuje nedovoleně odebíraná dřevní hmota, dohled nad rekreanty a poučování návštěvníků hradního areálu. Chatová osada a velké množství turistů ruší vysokou zvěř, což výrazně snižuje problém s okusem dřevin.
Na protějších kopcích se rozkládá lom, ze kterého na lokalitu dolétá při vhodném větru velké množství prachu. Návštěvníci hradu produkují zvýšené množství odpadků, proto je často prováděn jeho sběr.

## Turistika
Tato lokalita je především v letních měsících navštěvována širokou veřejností. Hlavním důvodem návštěvy je areál hradu, zdejší přírodní památka je navštěvována méně. Mimo hlavní sezónu je návštěvnost lokality kromě usedlíků takřka nulová.